# Stegastes rocasensis
Stegastes rocasensis är en fiskart som först beskrevs av Carlo Emery 1972.  Stegastes rocasensis ingår i släktet Stegastes och familjen Pomacentridae. Inga underarter finns listade i Catalogue of Life.